# Wojciech Domaradzki
Wojciech Grzegorz Domaradzki (ur. 11 marca 1966 w Rzeszowie) – polski polityk, przedsiębiorca, poseł na Sejm IV kadencji.

## Życiorys
Ukończył w 1986 studia na Wydziale Ekonomiki Handlu na Moskiewskim Uniwersytecie Kooperacji. Od 1990 prowadzi przedsiębiorstwo rolno-spożywcze „Food-Inn” Sp. z o.o. w Jarosławiu.
Sprawował mandat posła na Sejm IV kadencji z okręgu Krosno, wybranego z listy SLD-UP. Należał do Partii Ludowo-Demokratycznej, potem przeszedł do Sojuszu Lewicy Demokratycznej (zasiadł we władzach regionalnych tej partii). W 2005 nie uzyskał ponownie mandatu, powrócił do pracy w spółce. Bez powodzenia kandydował w 2010 i w 2014 do sejmiku podkarpackiego, w 2011 do Sejmu i w 2014 do Parlamentu Europejskiego.